# Фатима (футбольный клуб)
«Фатима» (порт. CD Fátima) — португальский футбольный клуб из одноименного города, в округе Сантарен в центральной Португалии.
В Примейре команда никогда не выступала, лучшим результатом является 8-е место в Сегунда лиге в сезоне 2009/10.
Домашний стадион — «Муниципальный стадион», вмещает 1545 зрителей.

## История
Клуб был основан 24 января 1966 года. Впервые достиг второй по силе лиги Португалии в 2007 году, но по итогам сезона, заняв последнее 16-е место, вернулся в Сегунду дивизиу. В следующем сезоне в Сегунде дивизиу команда заняла 1-е место и вновь вышла в Сегунда лигу. После двух сезонов в Сегунде команда вновь вылетела в третий по уровню дивизион, где выступала до 2020 года.
18 сентября 2016 года российский игрок Джамал Дибиргаджиев, выступавший на правах аренды от «Анжи», в дебютной для себя игре забил сразу 6 голов.

## Достижения
- Сегунда дивизиу
  - Победитель (2): 2006/07, 2008/09
- Терсейра дивизиу
  - Победитель (2): 1990/91, 1999/2000